# Joop van Nellen

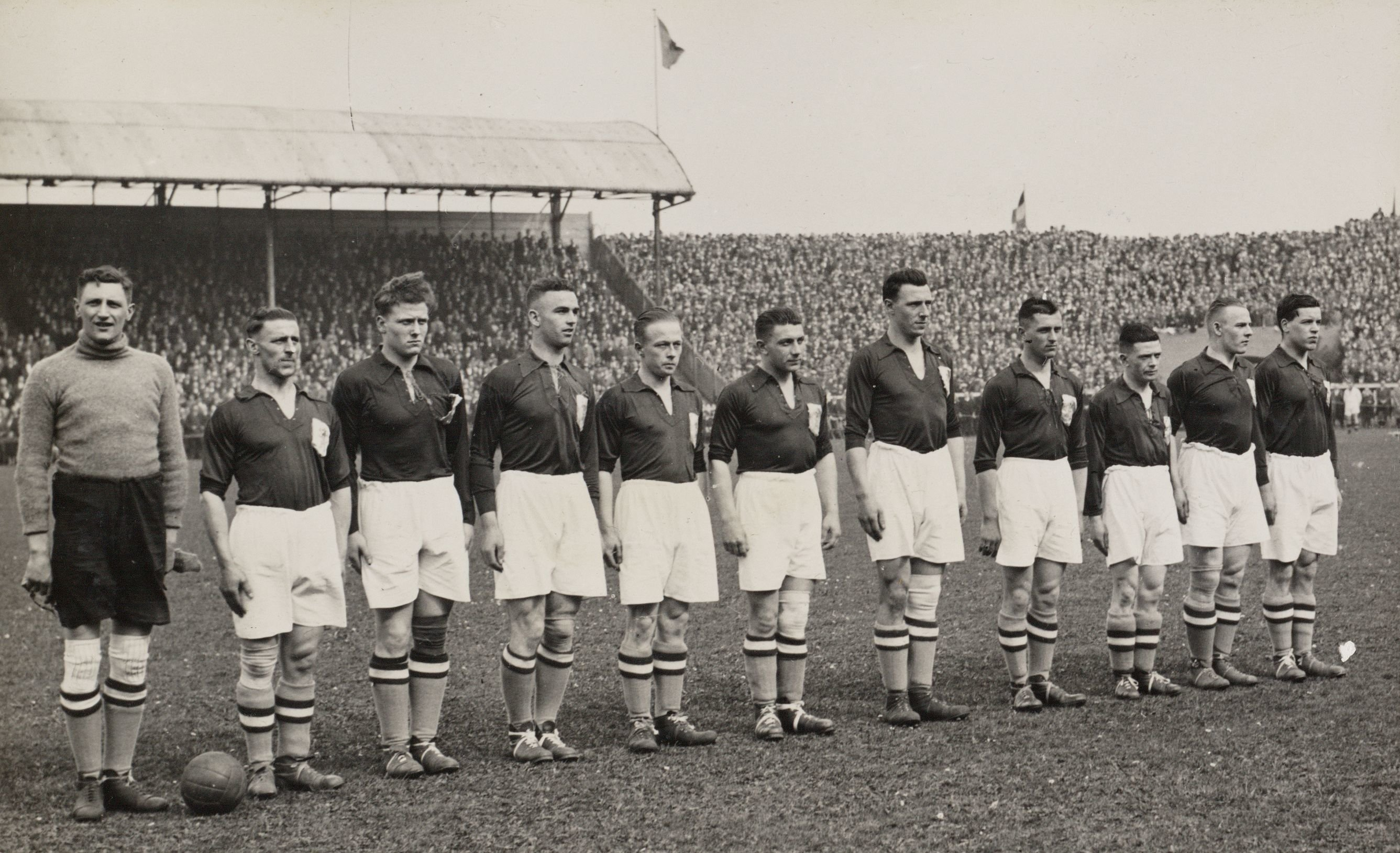
Joop Van der Nellen (ganz rechts) 1933 mit der niederländischen Nationalmannschaft

Johannes Cornelis „Joop“ van Nellen (* 15. März 1910 in Delft, Niederlande; † 14. November 1992 ebenda) war ein niederländischer Fußballspieler. Der Stürmer war in den 1920er und 1930er Jahren beim DHC Delft aktiv. Zwischen 1928 und 1937 spielte er 27-mal in der niederländischen Nationalmannschaft.

## Leben und Karriere
Der Linksaußen war erst 18 Jahre alt und spielte mit dem DHC noch in der zweiten niederländischen Division, als er 1928 von der Auswahlkommission des KNVB für das Spiel gegen Italien am 2. Dezember in den Kader der Elftal berufen wurde. In Mailand war er einer von vier Debütanten im Oranje-Hemd; mit ihm spielten neben dem erfahrenen Wim Tap, der bei der 2:3-Niederlage die beiden Tore erzielte, die Neulinge Beb Bakhuys und Gerard Tap im Angriff; außerdem machte Torhüter Leo Halle sein erstes Spiel für die Niederlande. Bei seinem zweiten Einsatz in Amsterdam gegen die Schweiz im März 1929 musste van Nellen bereits in der sechsten Minute gegen Felix Smeets ausgewechselt werden, nachdem er sich ein Bein gebrochen hatte. Die nächsten acht Spiele der Elftal verpasste er und kam erst am 2. November 1930 erneut in einem Freundschaftsspiel gegen die Schweiz ins Team zurück. Trotz seines frühen Führungstreffers zum 0:1 in der zweiten Spielminute – dies war sein erstes von sieben Toren im Nationaldress – verloren die Niederlande in Zürich mit 3:6.
Mit seinem Heimatverein wurde er 1930 und 1932 Meister der zweiten Division; 1932 schaffte das Team den Aufstieg in die Eerste klasse, die höchste Spielklasse in den Niederlanden. Er galt als „schneller Spieler mit einem guten Schuss,“ der „ohne zu meckern seine Pflicht tat“, ganz im Sinne des damaligen KNVB-Vorsitzenden Karel Lotsy. So stand er auch im Kader der Niederlande bei der WM 1934 in Italien, in dem die Mannschaft jedoch im Achtelfinale gegen die Schweiz mit 2:3 ausschied. Sein letzter Einsatz für sein Heimatland kam am 2. Mai 1937 in Rotterdam gegen Belgien. Auch nach seiner aktiven Zeit blieb van Nellen dem DHC Delft treu, unter anderem als Trainer und Vorstandsmitglied.